# Elizabeth Birch

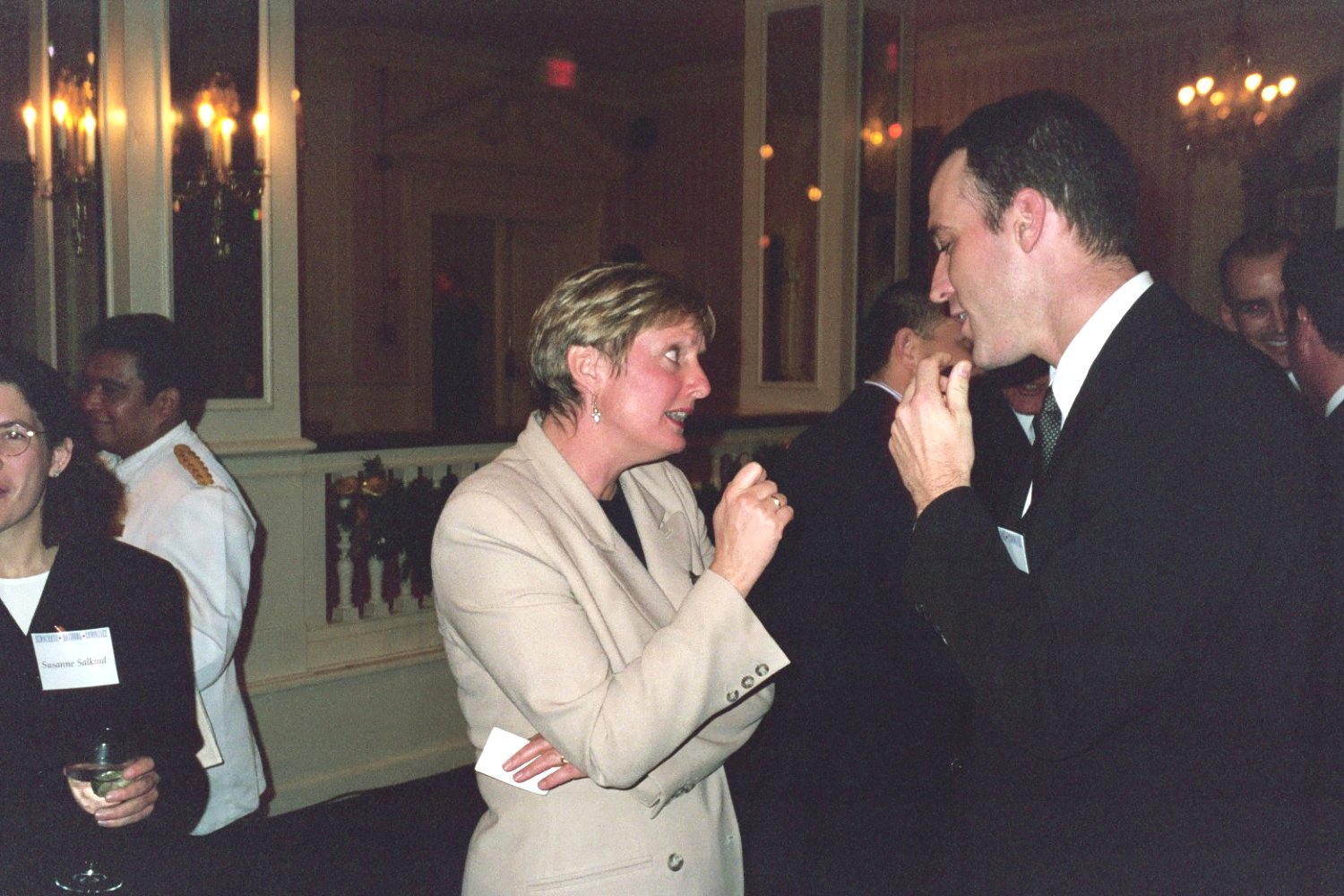
Elizabeth Birch, 1998

Elizabeth Birch (* 1956 in Dayton, Ohio) ist Aktivistin der US-amerikanischen Lesben- und Schwulenbewegung.  Bis Januar 2004 war sie Exekutivdirektorin der Human Rights Campaign, dann wechselte sie zum Wahlkampfteam von Howard Dean als Senior Advisorin.  Derzeit hält sie Vorträge für Campuspride.net.  Bevor sie 1995 anfing, für HRC zu arbeiten, war sie weltweite Direktorin für Prozessführung bei Apple Computer und general counsel für ihr Tochterunternehmen Claris.
Im Jahr 2000 wurde Birch die erste Führerin einer Lesben- und Schwulenorganisation, die bei einem nationalen Parteitag eine Rede in der Hauptsendezeit halten dürfte, als sie eine Ansprache bei der Democratic National Convention hielt.
Birch machte 1980 ihren Collegeabschluss bei der University of Hawaii und erhielt ein JD der University of Santa Clara School of Law.  Ihre Partnerin ist Hilary Rosen, ehemalige Chefexekutivin der RIAA.